# Томіслав Дончев
Томіслав Пейков Дончев (болг. Томислав Пейков Дончев; нар. 6 серпня 1973, Габрово, Болгарія) — болгарський політик з партії ГЄРБ, у період з 2007 до 2010 був мером Габрова, з березня 2010 до березня 2013 він був міністром без портфеля, відповідальний за управління коштами допомоги від Європейського союзу в уряді Бойко Борисова. З травня 2013 є депутатом в Народних зборах.
У 2014 році він очолив список партії ГЄРБ на європейських виборах, ставши депутатом Європейського парламенту.